# Dagwadordżijn Orgiloch
Dagwadordżijn Orgiloch (mong. Дагвадоржийн Оргилох; ur. 1999) – mongolski zapaśnik walczący w stylu wolnym. Zajął trzynaste miejsce na mistrzostwach świata w 2021. Srebrny medalista mistrzostw Azji w 2022 roku.